# Bonjour, miss Bliss
Bonjour, miss Bliss (Good Morning, Miss Bliss) est une série télévisée américaine en quatorze épisodes de 23 minutes, dont un pilote diffusé le 11 juillet 1987 sur le réseau NBC, puis treize épisodes du 30 septembre 1988 au 18 mars 1989 sur Disney Channel.
En France, les 13 épisodes de la série ont été diffusés du 9 septembre 1990 au 2 décembre 1990 dans Le Disney Club sur TF1. Cependant, le pilote de NBC n'a jamais été doublé en français. Rediffusion du 23 novembre 1996 au 15 février 1997 dans Ça me dit et vous ? sur TF1.

## Historique
Le concept de départ est imaginé par Brandon Tartikoff, le directeur des programmes de NBC, qui voulait mettre à l'antenne une sitcom centrée sur un professeur sympathique.
Un pilote est tourné et a été diffusée en soirée dans la case horaire de Drôle de vie, alors en rediffusions d'été. Ce pilote comptait la participation de Hayley Mills (Miss Bliss), Brian Austin Green (Adam Montcrief), Jaleel White (Bobby Wilson) et Jonathan Brandis(Michael Thompson). M. Belding était joué par Oliver Clark (en) et Miss Tina Paladrino par Maria O'Brien.
NBC Productions a signé une entente afin de produire la série pour la chaîne câblée Disney Channel, avec une distribution renouvelée (sauf Hayley Mills) dont treize épisodes ont été diffusés à partir du 30 novembre 1988. Ce fut un échec et la série fut annulée. Les droits furent à nouveau acquis par NBC qui demanda au producteur de penser à une nouvelle version à diffuser le samedi matin en face des dessins animés. Recentrée sur les adolescents (dont un certain Zack Morris), une grande partie de la distribution originale fut conservée sauf le personnage de miss Bliss. Rebaptisée Sauvés par le gong (Saved by the Bell), la série est cette fois un succès.
Les treize épisodes ont été remontés par la suite pour être diffusés en syndication sur les chaînes locales américaines sous le titre Sauvés par le gong. Ils étaient alors précédés d'une courte introduction de Mark-Paul Gosselaar expliquant que ces histoires dataient du temps où il était au lycée John F. Kennedy à Indianapolis.

## Synopsis
La série raconte la vie de Carrie Bliss (Hayley Mills), professeur au lycée John F. Kennedy dans l'Indiana. C'est le professeur qui est toujours de bon conseil pour ses élèves. Parmi ses élèves il y a : Zack Morris (Mark-Paul Gosselaar), charmeur et malin ; Lisa Turtle (Lark Voorhies), riche et au top de la mode ; Samuel « Screech » Powers (Dustin Diamond), un nerd amoureux fou de Lisa ; Mikey Gonzalez (Max Battimo), le meilleur ami de Zack, pas aussi maladroit que Screech, mais timide avec les filles ; et Nikki Coleman (Heather Hopper) d'un caractère franc. Il y a aussi le personnage de Mylo Williams (T. K. Carter), travaillant à la maintenance, et Tina Paladrino (Joan Ryan), enseignante un peu bizarre et amie de Miss Bliss, à qui elle raconte sa vie.

## Distribution
- Hayley Mills (VF : Danièle Hazan) : Carrie Bliss
- Dennis Haskins (VF : Julien Thomast) : Principal Richard Belding
- Joan Ryan (VF : Marie Vincent) : Miss Tina Paladrino
- Max Battimo (VF : Odile Schmitt) : Mikey Gonzalez
- Dustin Diamond (VF : Nicole Raucher) : Samuel "Screech" Powers
- Mark-Paul Gosselaar (VF : Hervé Rey) : Zachary "Zack" Morris
- Heather Hopper (VF : Séverine Morisot) : Nicole "Nikki" Coleman
- Lark Voorhies (VF : Claire Guyot) : Lisa Turtle
- T. K. Carter (VF : Lionel Henry (acteur)) : Mylo Williams

Version française
- Société de doublage : Télétota.
- Direction artistique : Katy Vail.

## Fiche technique
- Titre original : Good Morning, Miss Bliss
- Titre français : Bonjour, miss Bliss
- Création : Sam Bobrick
- Musique : Charles Fox
  - Générique français interprété par Michel Costa et Laurence Karsenti, paroles de Luc Aulivier
- Producteur : Peter Engel
- Société de production : Peter Engel Productions
- Nombre d'épisodes : 14 (1 saison)
- Durée : 23 minutes
- Date de première diffusion :
  - États-Unis : 11 juillet 1987 (NBC) puis Disney Channel du 30 septembre 1988 au 18 mars 1989
  - France : 9 septembre 1990 (TF1)

## Épisodes
1. Titre français inconnu (Good Morning, Miss Bliss) Pilote inédit en France
2. Un amour d'été[2] (Summer Love)
3. Lettres d'amour[3] (Love Letters)
4. Les pommes de terres sont cuites[4] (Wall Street)
5. Opération grenouilles[5] (Leaping to Conclusions)
6. Parents d'élèves[6] (Parents and Teachers)
7. Les points sur les i[7] (Showdown)
8. Entrez dans la danse ou Le parizachary[8] (Save the Last Dance for Me)
9. C'est les rats[9] (The Boy Who Cried Rat)
10. L'un et l'autre[10] (Let's Get Together)
11. Farces et attrapes[11] (Practical Jokes)
12. Rock'n roll mamie[12] (Stevie)
13. Bienvenue au club[13] (Clubs and Cliques)
14. Le Mentor[14] (The Mentor)

## Autour de la série
- Dans la version française, c'est Hervé Rey (connu pour son doublage de Peter Pan dans le film de Disney) qui double Zack. Lors du doublage de Sauvés par le gong, il sera remplacé par Emmanuel Curtil (voix française de Jim Carrey et de Chandler Bing dans Friends) dont la voix plus mûre correspondait mieux à un adolescent entre 15 et 17 ans. Hervé Rey, quant à lui, héritera du personnage de Screech.